# Klub Sceptyków Polskich
Klub Sceptyków Polskich (ang. Polish Skeptics Club) – polska organizacja typu non profit, promująca naukowy sceptycyzm i zrzeszająca naukowców i osoby zainteresowane nauką na terenie Polski.

## Cele
Głównym celem KSP jest działanie na rzecz krzewienia rzetelnej empirycznej wiedzy naukowej i związanej z nią działalności praktycznej. Ponadto, ochrona opinii publicznej przed dezinformacją w obszarze nauki i demaskowanie działalności pseudonaukowej, która jest niebezpieczna dla ludzi. Swoje cele KSP realizuje poprzez działalność edukacyjną polegającą na wygłaszaniu i organizowaniu wykładów, prelekcji, konferencji, a także udział w spotkaniach i konferencjach promujących rzetelną wiedzę i demaskujących pseudonaukę. Członkowie KSP prowadzą badania naukowe mające na celu weryfikację publicznie głoszonych twierdzeń, co do których istnieje podejrzenie, że są fałszywe oraz publikują ich wyniki. Dodatkowo piszą i publikują zarówno w formie tradycyjnej, jak i elektronicznej artykuły, materiały informacyjne i inne mające związek z promowaniem dobrych praktyk badawczych, terapeutycznych (medycyna, psychologia) oraz demaskowaniem praktyk opartych na fałszywych, niezweryfikowanych naukowo twierdzeniach. Dodatkowo występują z wnioskami i opiniami do właściwych organów administracji w przypadku dostrzeżenia zagrożenia społecznego wynikającego z głoszenia i popularyzowania fałszywych twierdzeń oraz stosowania terapii i praktyk leczniczych (w zakresie medycyny i psychologii) opartych na fałszywych założeniach. Współpracują z mediami w zakresie popularyzowania rzetelnej wiedzy oraz demaskowania pseudonauki. Organizują cykliczne wykłady, spotkania, prelekcje, konferencje oraz inne imprezy promujące rzetelną wiedzę i demaskujące pseudonaukę, promujące zdrowie i wiedzę o zdrowiu. KSP wspiera naukowców i praktyków, których działalność przeciw pseudonauce doprowadziła do ostracyzmu ze strony środowiska oraz do pogorszenia ich sytuacji społecznej. Ponadto współpracuje z osobami i instytucjami o podobnych celach działania.

## Działalność

### Kampania 10:23

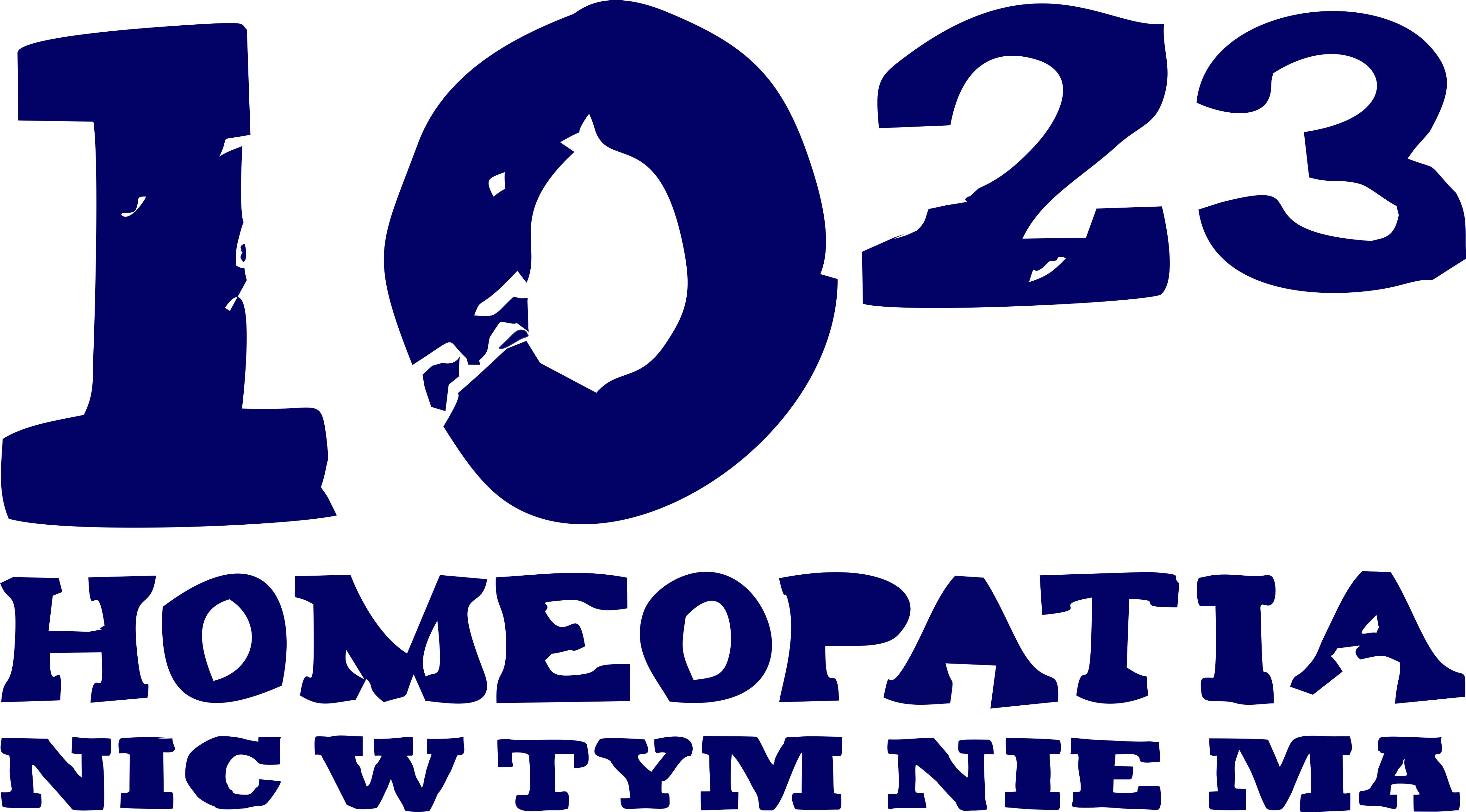
Polskie logo Kampanii 10:23

KSP jest znany ze swego krytycznego stosunku do homeopatii. Jego członkowie opublikowali wiele krytycznych artykułów na ten temat.
W 2011 roku KSP wzięło udział w międzynarodowej Kampanii 10:23 podczas której członkowie organizacji sceptycznych z całego świata, na wszystkich kontynentach przedawkowali środki homeopatyczne. Celem kampanii było zwrócenie uwagi opinii publicznej na brak wartości środków homeopatycznych w postępowaniu medycznym. W Polsce kampania miała miejsce w Warszawie oraz we Wrocławiu.

### Kampania „Psychologia to nauka, nie czary”

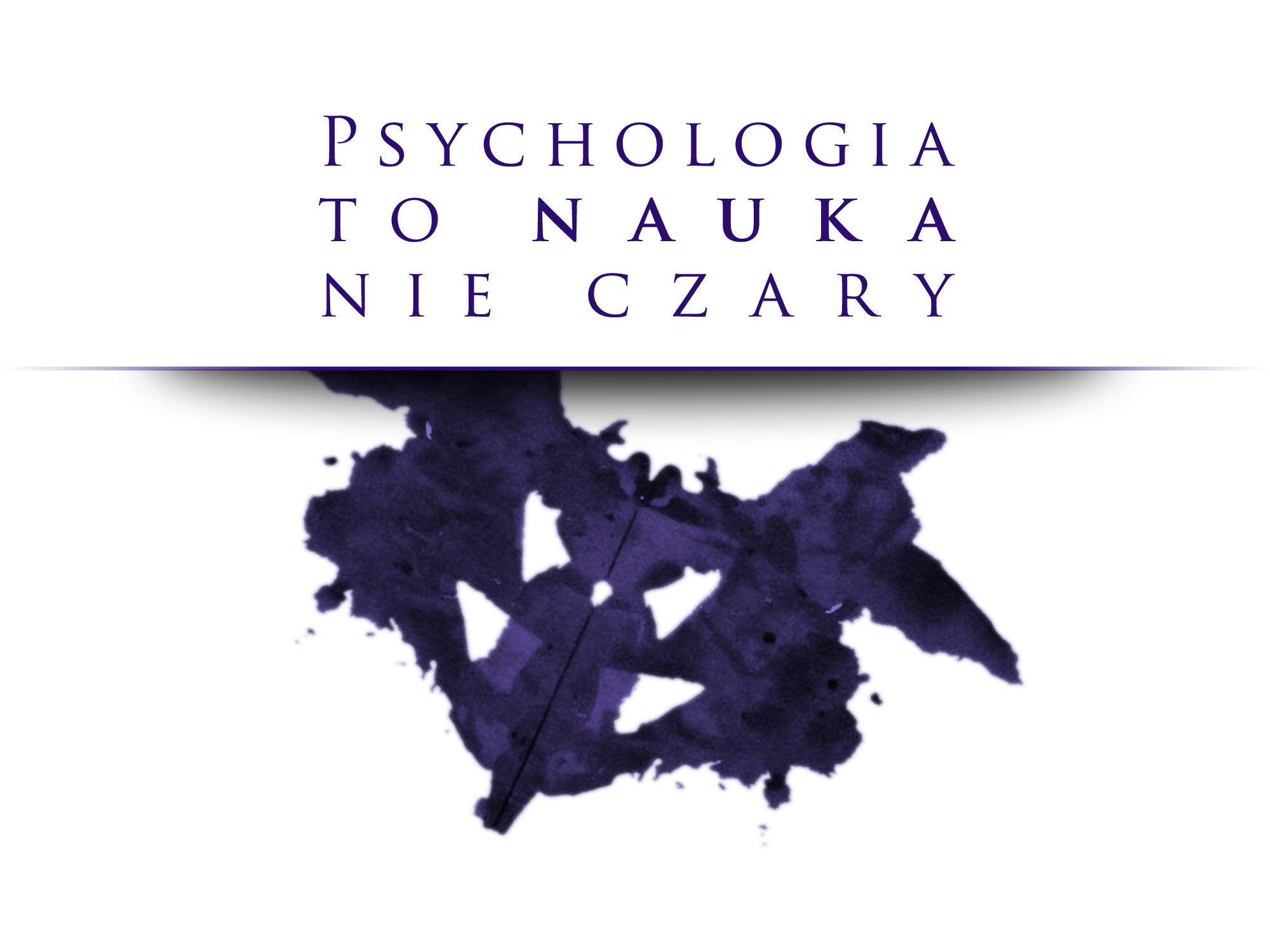
Logo kampanii „Psychologia to nauka nie czary”

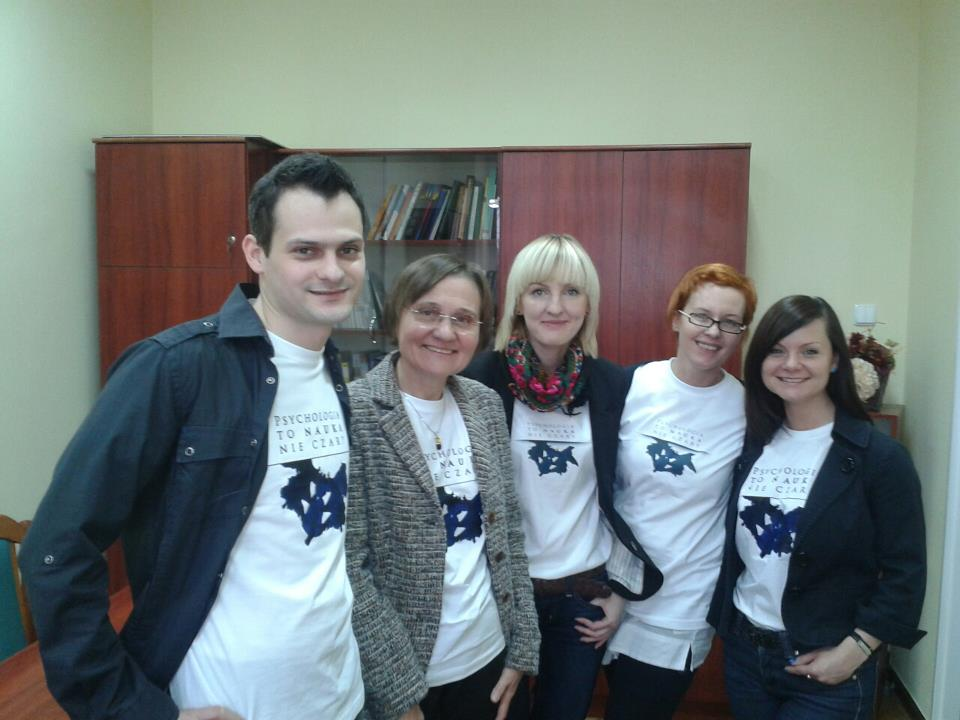
Uczestnicy kampanii na Uniwersytecie Łódzkim

27 lutego 2012 roku ponad 140 naukowców, psychologów-praktyków i studentów rozpoczęło z inicjatywy KSP czterodniowy protest przeciwko stosowaniu szkodliwych testów przez psychologów sądowych i klinicznych. Akcja dotyczyła przede wszystkim testu Rorschacha i innych testów projekcyjnych. W ramach kampanii na największych polskich uczelniach, takich jak Szkoła Wyższa Psychologii Społecznej w Warszawie i we Wrocławiu, na Uniwersytetach Łódzkim, Warszawskim i Wrocławskim w poradniach psychologicznych i w księgarniach uczestnicy pojawili się w koszulkach z napisem „Psychologia to nauka, nie czary”. Kulminacyjnym dniem akcji był czwartek 1 marca, kiedy to studenci zbierali podpisy pod listem protestacyjnym do Polskiego Towarzystwa Psychologicznego nawołującym do zaprzestania sprzedaży bezwartościowych testów projekcyjnych. Protest odbił się szerokim echem nie tylko w środowisku naukowym, ale również w mediach.

### Nagroda Syzyfa
Ustanowiona przez belgijską organizację sceptyczną Studiekring voor de Kritische Evaluatie van Pseudowetenschap en het Paranormale (SKEPP) Nagroda Syzyfa w wysokości 10 tysięcy euro była przeznaczona dla każdego, kto w kontrolowanych warunkach udowodniłby swoje zdolności paranormalne. Przez okres jednego roku od 1 października 2012 do 30 września 2013, anonimowy biznesmen z Antwerpii zwiększył wartość nagrody do 1 mln euro. W tym czasie KSP zostało zaproszone do prowadzenia wstępnych testów na terenie Polski. Dotychczas nikomu nie udało się wykazać swoich właściwości paranormalnych, a w Polsce żaden z kandydatów nie spełnił wymogów formalnych dopuszczenia do wstępnych testów, mimo że niektórzy z nich publicznie zadeklarowali, iż poddadzą się takim badaniom.

### Cykliczne wykłady, prelekcje i dyskusje
KSP organizuje systematyczne wykłady i dyskusje popularyzujące różne aspekty nauki i demaskujące pseudonaukę. Dotychczas wykłady odbywały się we Wrocławiu w kawiarni-księgarni „Falanster” i w Warszawie w księgarni „Psyche”. Od czasu likwidacji „Falanstera” wykłady odbywają się tylko w Warszawie. 12 września 2013 roku wraz z Polskim Stowarzyszeniem Racjonalistów KSP organizowało wykład profesora biologii na Wydziale Ekologii i Ewolucji University of Chicago, Jerry’ego Coyne’a pt. „Dlaczego religia i nauka są nie do pogodzenia”. 24 czerwca 2014 roku na zaproszenie KSP wykład zatytułowany „Dziwna nauka: wstęp do psychologii anomalistycznej” wygłosił prof. Christopher Ch. French, który jest szefem Jednostki Badawczej Psychologii Anomalistycznej na Wydziale Psychologii w Kolegium Goldsmiths University of London.

### Działania typu watch dog
KSP pełni funkcję demaskując pseudonaukę w sferach publicznych. Jego członkowie przeprowadzili szereg takich interwencji zanim jeszcze Klub został ukonstytuowany. Wiosną 2009 roku Tomasz Witkowski wraz z prof. Łukaszem Turskim oraz dr. Tomaszem Sowińskim z Instytutu Fizyki Teoretycznej PAN przygotowali List Otwarty w Obronie Rozumu. Adresatem listu była ówczesna Minister Pracy i Polityki Społecznej Jolanta Fedak. Autorzy listu protestowali przeciwko umieszczeniu na oficjalnej liście przygotowanej przez Ministerstwo zawodów takich, jak: wróżbita, astrolog, bioenergoterapeuta itp. List otwarty popisało 4982 osoby, w tym wielu naukowców polskich z całego świata. Wydarzenie odbiło się szerokim echem w mediach. Minister zignorowała prośbę sygnatariuszy, ale sama akcja doprowadziła do wzrostu świadomości i wrażliwości społecznej w zakresie przenikania pseudonauki do życia społecznego, sądownictwa i szkolnictwa. Opis wydarzeń z listem opublikował również Skeptical Inquirer.
W maju 2010 roku w Instytucie Psychologii Uniwersytetu Opolskiego odbyło się spotkanie z uzdrowicielem dr. Georgiem E. Ashkarem, który „leczy” 100% przypadków raka, AIDS, artretyzmu, astmy i reumatyzmu. Maciej Zatoński i Tomasz Witkowski oburzeni szerzeniem pseudonauki pod szyldem uniwersytetu wystosowali List Otwarty Przeciwko Szerzeniu Pseudonauki zaadresowany do Rektora Uniwersytetu Opolskiego. List podpisało ponad 200 sygnatariuszy, a sprawą zajęły się również media.
Wiosną 2013 roku studenci prawa Uniwersytetu Opolskiego zaprosili na wykład Krzysztofa Jackowskiego znanego w Polsce ze swoich domniemanych zdolności jasnowidzenia. KSP zaprotestował przeciwko takim praktykom wysyłając list protestacyjny do rektora i zainteresował sprawą media. Spotkanie nie zostało odwołane.

### Działalność międzynarodowa

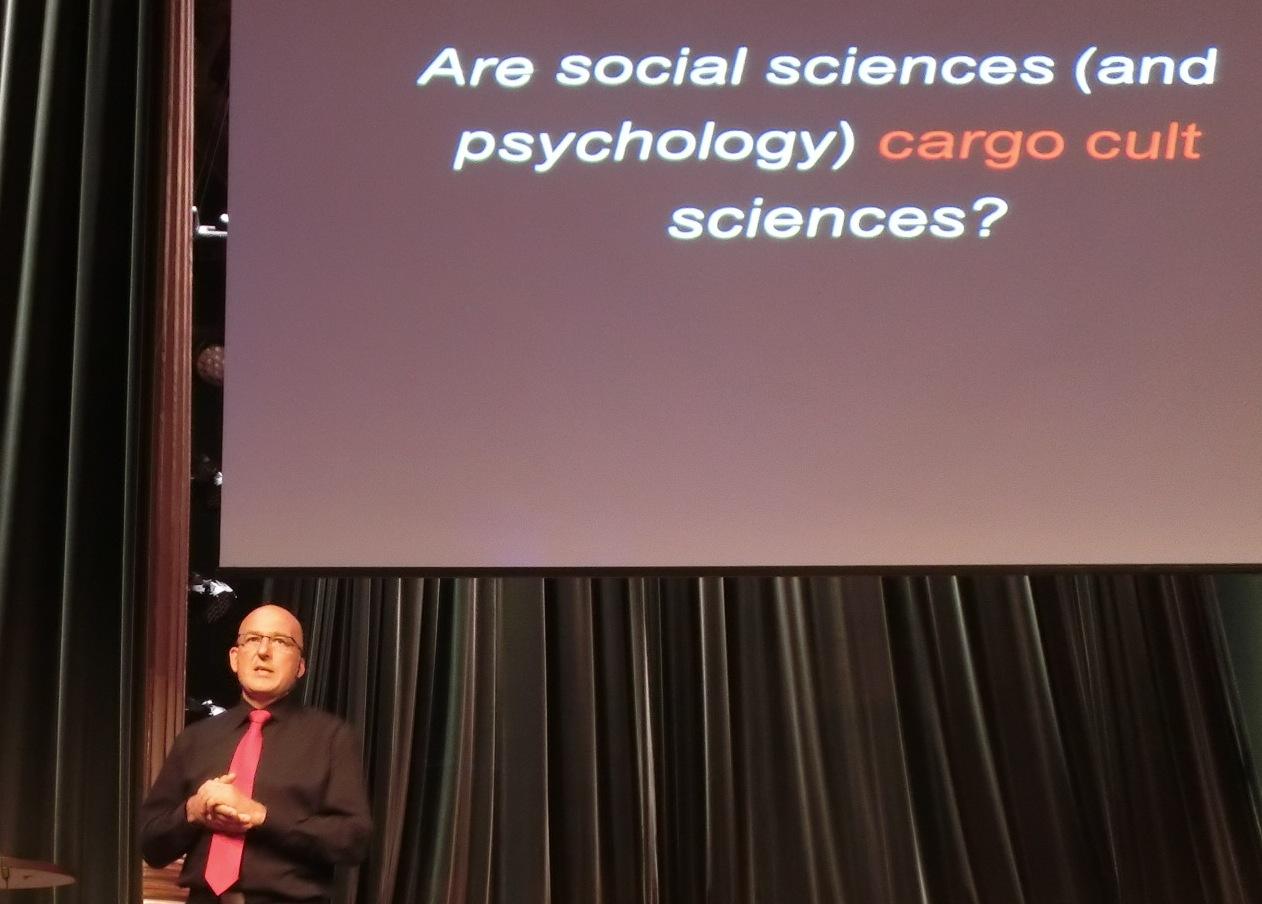
Dr Tomasz Witkowski podczas 15. Europejskiego Kongresu Sceptyków, Sztokholm, 2013

Poza udziałem w opisanych powyżej międzynarodowych akcjach, członkowie KSP od 2010 roku biorą czynny udział w kongresach sceptyków, publikują w zagranicznej prasie popularnonaukowej, naukowej, udzielają wywiadów dla zagranicznych mediów. W 2013 roku KSP czynnie włączyło się w kampanię AllTrials. KSP jest wraz z Czeskim Klubem Sceptyków Sisyfos organizatorem 17. Europejskiego Kongresu Sceptyków pod auspicjami European Council of Skeptical Organisations, który odbył się w dniach 22–24 września 2017 we Wrocławiu.

## Obecność w mediach
Działania KSP są regularnie relacjonowane przez media, a jej członkowie zapraszani w charakterze ekspertów. Dla przykładu, Tomasz Garstka wielokrotnie zapraszany był do programu TVN Miasto Kobiet, gdzie wypowiadał się m.in. na temat jasnowidzenia czy hipnozy jako formy terapii. Jako ekspert w zakresie pseudonauki w psychologii, psychoterapii czy w dydaktyce często wypowiada się w mediach dr Tomasz Witkowski. W zakresie medycyny i wszelkich jej odmian alternatywnych ekspertem jest prof. Andrzej Gregosiewicz.